# 매슈 앳킨슨
매슈 앳킨슨(Matthew Atkinson, 12월 30일 ~ )은 미국의 배우이다. 《제인 바이 디자인》에서 닉 역으로 잘 알려져 있다.